# C11H15N3O2
化学式C11H15N3O2（摩尔质量：221.26 g/mol）可以指：
- 伐虫脒，CAS号：22259-30-9 ，盐酸盐CAS编号：23422-53-9
- 3-甲基-1-(2-硝基-苯基)哌嗪，CAS号：398470-53-6

|  | 这个同类索引页列出了具有相同分子式的化学物（即同分異構體）条目。 除非您是有意链接至本页，否则应将相应条目的内部链接指向正确的条目。 |